# Greatest Hits: Back to the Start
Greatest Hits: Back to the Start – album amerykańskiej grupy metalowej Megadeth, wydany w 2005 roku, będący zbiorem wybranych utworów z poprzednich płyt zespołu.

## Lista utworów
1. „Holy Wars... The Punishment Due” – 6:32 (z albumu Rust in Peace)
2. „In My Darkest Hour” – 6:26 (z albumu So Far, So Good... So What!)
3. „Peace Sells” – 4:02 (z albumu Peace Sells... But Who’s Buying?)
4. „Sweating Bullets” – 5:26 (z albumu Countdown to Extinction)
5. „Angry Again” – 3:47 (z albumu Hidden Treasures)
6. „A Tout Le Monde” – 4:25 (z albumu Youthanasia)
7. „Trust” – 5:12 (z albumu Cryptic Writings)
8. „Kill the King” – 3:42 (z albumu Capitol Punishment: The Megadeth Years)
9. „Symphony of Destruction” – 4:06 (z albumu Countdown to Extinction)
10. „Mechanix (2002 Remix)” – 4:21 (z albumu Killing Is My Business... and Business Is Good!)
11. „Train of Consequences” – 3:24 (z albumu Youthanasia)
12. „Wake Up Dead” – 3:38 (z albumu Peace Sells... But Who’s Buying?)
13. „Hangar 18" – 5:12 (z albumu Rust in Peace)
14. „Dread and the Fugitive Mind” – 4:23 (z albumu Capitol Punishment: The Megadeth Years, później pojawił się na The World Needs a Hero)
15. „Skin O’ My Teeth” – 3:15 (z albumu Countdown to Extinction)
16. „She-Wolf” – 3:39 (z albumu Cryptic Writings)
17. „Prince of Darkness” – 6:28 (z albumu Risk)